# Andicolea ferruginea
Andicolea ferruginea, antes conocida como Loricaria ferruginea, es una especie de planta perteneciente a la familia de las asteráceas. Se encuentra en la cordillera de los Andes a 4,000 m s. n. m.

## Descripción
Es un arbusto de hasta 1 m de altura.

## Hábitat y distribución
Se encuentran comunidades de estas plantas en Ecuador, Colombia y Perú (Áncash, Cajamarca, La Libertad, Lambayeque, Pasco), por una por abundancia de musgos en bofedales y/o pastizales de gran altitud.

## Taxonomía
Loricaria ferruginea fue descrita por el botánico inglés Hugh Algermon Weddell en Chloris Andina (4-6): 166, el 15 de diciembre de 1856. En 2021 el nombre del género Loricaria fue reemplazado por Andicolea por Luis Mayta y Eduardo Antonio Molinari-Novoa.1

### Basónimo
- Molina ferruginea Ruiz & Pav. in Syst. Veg. Fl. Peruv. Chil. 1: 211 (1798)

### Sinonimia
- Baccharis ferruginea (Ruiz & Pav.) Pers., Syn. Pl. 2: 425 (1807)
- afalla ferruginea (Ruiz & Pav.) D.Don, Edinburgh New Philos. J. 11: 274 (1831)
- Loricaria ferruginea (Ruiz & Pav.) Wedd., Chlor. And. i. 166 1855 [1856]

## Importancia económica y cultural

### Farmacología
- Sus hojas y tallos frescos utilizados para bio ensayos bacterianos inhiben al S. aureus,[5] previniendo infecciones cutáneas y de las mucosas relativamente benignas, tales como foliculitis, forunculosis o conjuntivitis, hasta enfermedades de riesgo vital, como celulitis, abscesos profundos, osteomielitis, meningitis, sepsis, endocarditis o neumonía.[6]
- La actividad antioxidante de los  flavonoides de las partes aéreas resulta de una combinación de sus propiedades quelantes de hierro y secuestradoras de radicales libres, además de la inhibición de las oxidasas: lipooxigenasa, ciclooxigenasa, mieloperoxidasa y la xantina oxidasa; evitando así la formación de especies reactivas de oxígeno y de hidroxiperóxidos orgánicos.[7]
- Utilizada en las prácticas de adivinación en los Andes del norte de Perú.
- El uso tradicional de la Loricaria ferruginea para el retraso menstrual, la circulación sanguínea y los propósitos rituales (florecimiento espiritual, protección, buena salud, buena fortuna, buenos negocios, fragancia, éxito, buenos viajes, relaciones sociables y buenas con los demás).[8]

#### Principios activos
En su estudio fitoquímico se detectaron flavonoides y esteroides/triterpenos y, adicionalmente, catequinas. Además, principales compuestos del extracto de hexano, se encontraron cuatro cumarinas conocidas: 5,7-dimetoxicumarina; 5,7,8-trimetoxicoumarina; 5-hidroxiobliquina y 5-metoxiobliquina determinadas por métodos espectroscópicos y espectrométricos.

## Nombres comunes
- Wallpapa chaquin,[11] matara, jara jara, pata de gallo, uñas de gallina,[12] palmerilla, palmita, pata de gallina, palmera, trencilla, palmilla, patita de gallo, palmia pina, palmera blan[5]